# Años 450 a. C.
Los años 450 antes de Cristo transcurrieron entre los años 459 a. C. y 450 a. C. 

## Acontecimientos
- 459-454 a. C.: Desastrosa campaña de los atenienses contra Egipto.
- 457-456 a. C.: Decreto de Rey Artajerjes I para reconstruir El Templo de Jerusalén y comienza su reconstrucción el mismo año.
- 457-456 a. C.: Los atenienses conquistan Egina.
- 455 a. C.: Los mesenios son instalados por los atenienses en Naupacto.
- 453-446 a. C.: Los atenienses incluyen en su imperio partes de Aquea.
- 451-450 a. C.: Ley de la ciudadanía en Atenas.
- 451-449 a. C. - Roma: Bienio de los decenviros; se redactan y publican las leyes básicas de Roma: Ley de las Doce Tablas.
- 450-350 a. C.- península ibérica: Presencia de los griegos en la Contestania.

## Fallecimientos
- 458 a. C.: Plistarco, Rey de Esparta.

- 449 a. C.: Lucio Sicio Dentato, considerado el mejor soldado de la historia de Roma.